# АМИСОМ
АМИСОМ (англ. AMISOM, African Union Mission in Somalia) — миротворческая региональная миссия, проводящаяся под мандатом Африканского союза с одобрения ООН. АМИСОМ уполномочена оказывать поддержку Переходному федеральному правительству Сомали, обучать солдат правительственных войск, а также оказывать содействие в создании безопасных условий для доставки гуманитарной помощи. Миссия была создана решением Совета Африканского Союза по вопросам мира и безопасности 19 января 2007 года с 6-ти месячным мандатом. Совет Безопасности ООН своей резолюцией от 21 февраля 2007 года санкционировал размещение миротворцев на территории Сомали.

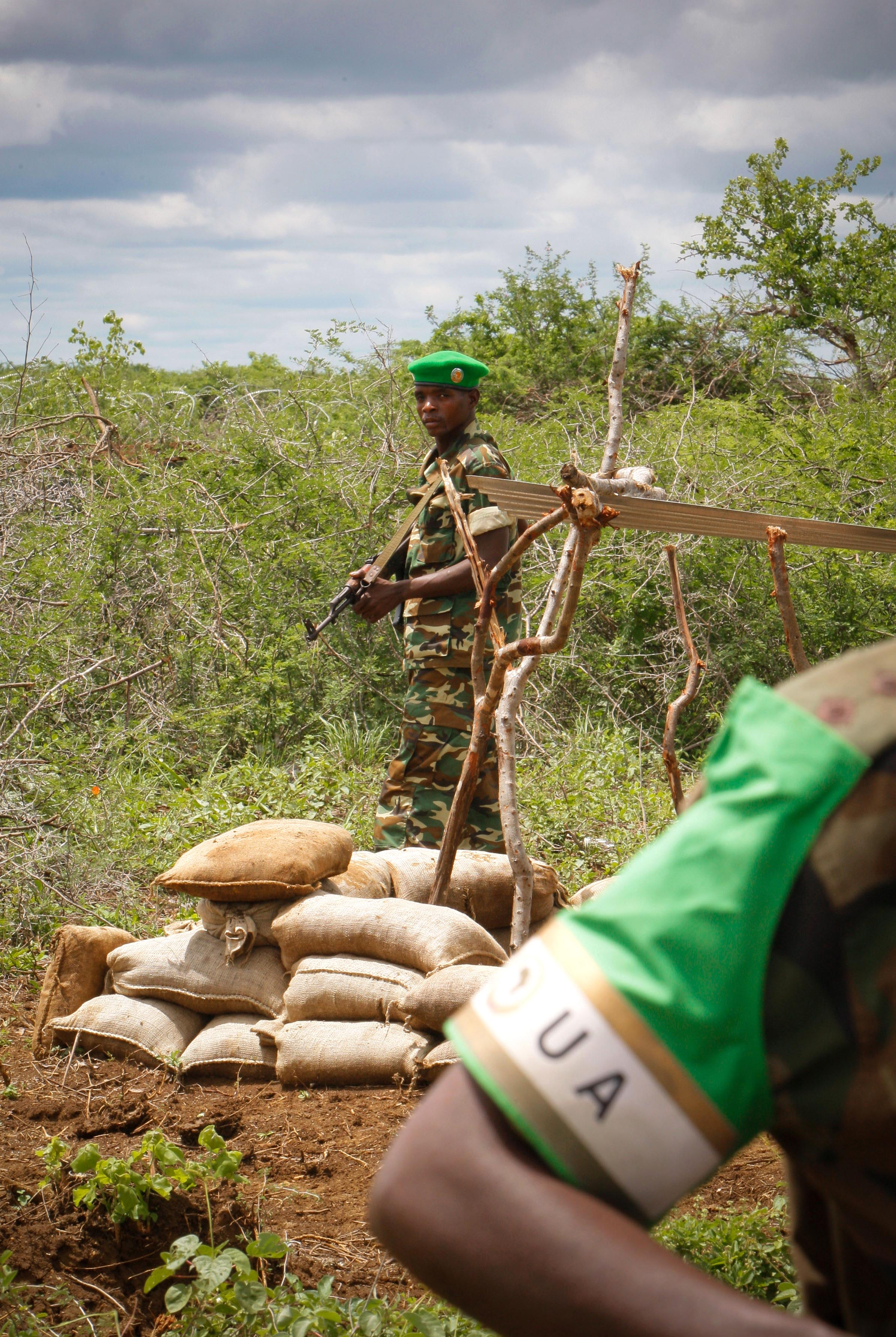
Бурундийские миротворцы на посту у аэропорта города Байдабо, май 2012 года

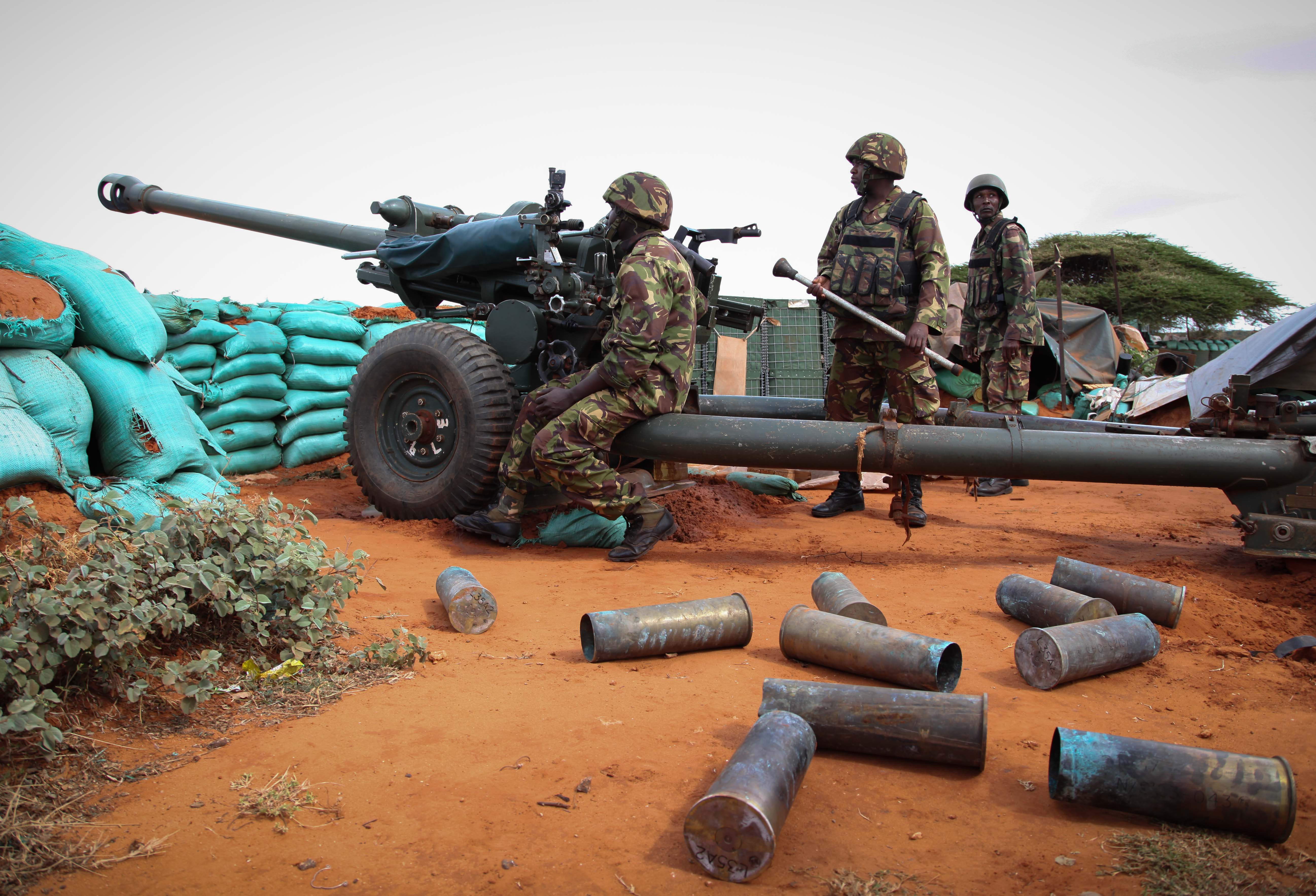
Кенийские артиллеристы с пушкой L118 в аэропорту города Кисмайо отражают нападение сил «Аш-Шабааб», 22 августа 2013 года

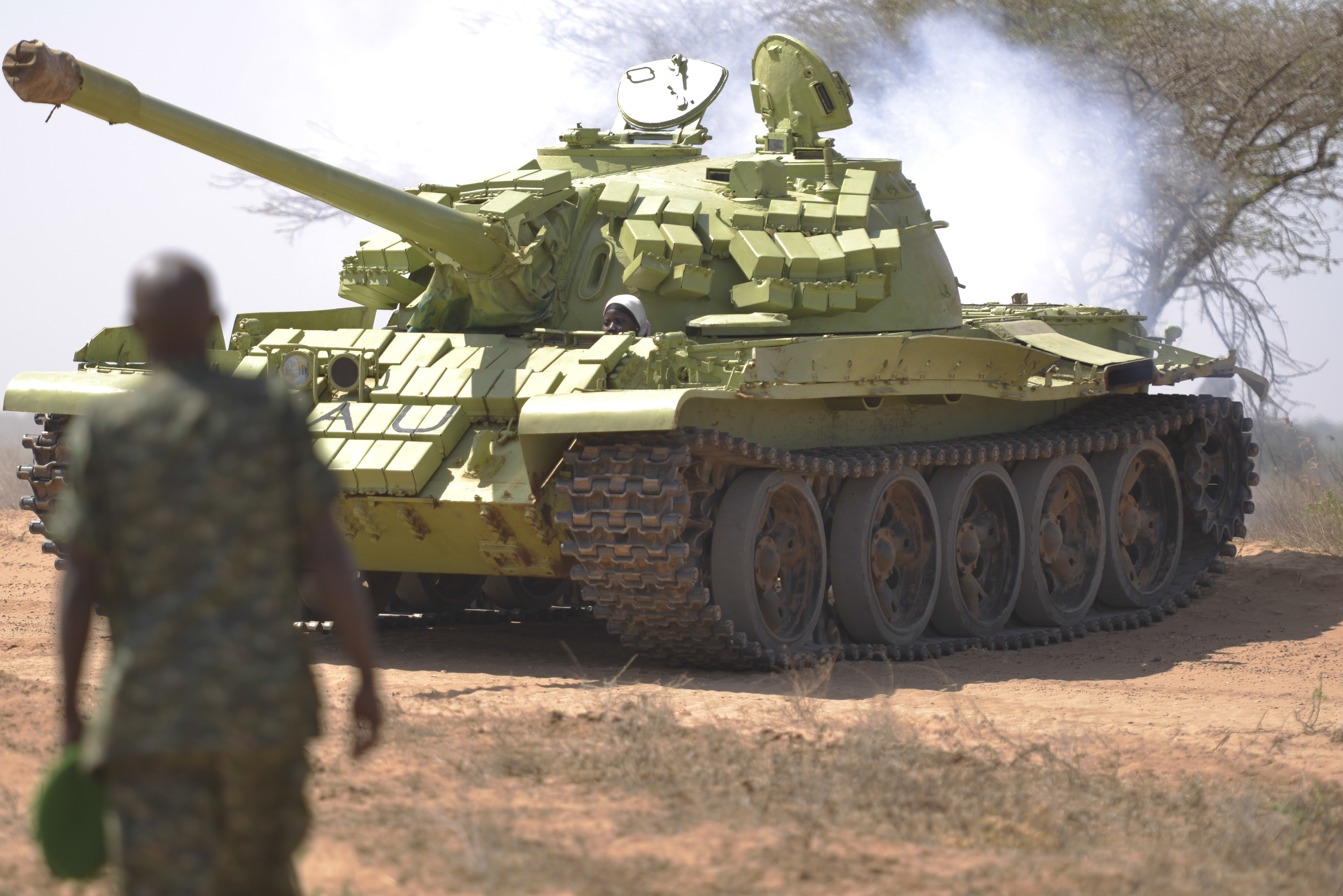
Танк Т-55 угандийских миротворцев, февраль 2014 года

По плану миротворческие силы АМИСОМ должны были составить около 8000 человек, включая военный и гражданский персонал. Уганда приступила к размещению двух батальонов и штабного подразделения в Могадишо в марте 2007 года, которые до конца декабря 2007 года, пока из Бурунди не прибыли 192 военных, оставались единственными миротворцами в Сомали. Весной 2007 года, несмотря присутствие миротворцев в Могадишо, население города страдало от массированных обстрелов, мирные граждане становились жертвами грабежей и насилия со стороны вооруженных бандитов, а миротворцы практически ничем не могли помочь им. К концу октября 2008 года в Сомали было около 3000 миротворцев.
В 2009 году миссия АМИСОМ была дважды атакована террористами-смертниками из группировки Джамаат Аш-Шабааб.
После развертывания пятого батальона из Уганды и четвертого батальона из Бурунди в 2010 году контингент АМИСОМ достиг запланированной численности в 8 000 военнослужащих.
В результате значительных успехов, которых удалось достичь миротворцам из Африканского союза в ходе боёв с исламистами в 2011 году, Совет Безопасности ООН предложил увеличить численность контингента до 17 000 человек.
В марте 2012 года председатель министерства обороны Сьерра-Леоне майор Кен Джабби заявил, что военный контингент Сьерра-Леоне, состоящий из 850 человек, готов к прибытию в Сомали в любое время после июня 2012 года. Тренировкой контингента занималась Международная военная тренировочная организация (анг. IMATT — International Military Advisory and Training Team). Эта организация, поддерживаемая главным образом Великобританией занимается подготовкой войск Сьерра-Леоне с момента окончания гражданской войны в этой стране в 2001 году..
К 2020 году миротворческий контингент состоял из войск, привлеченных из Уганды, Бурунди, Джибути, Кении и Эфиопии, которые были развернуты в шести секторах, охватывающих юг и центр Сомали. Они ведут бои с группировкой «аш-Шабааб».

## Участники

### Отправили военные контингенты
- Уганда
- Кения
- Бурунди
- Сьерра-Леоне
- Джибути
- Эфиопия

### Отправили советников и гражданский персонал
- Гана
- Нигерия
- Камерун
- Мали
- Сенегал
- Замбия

## Численность
| Страна       | Количество солдат | Потери                            | Потери                                                         |
| ------------ | ----------------- | --------------------------------- | -------------------------------------------------------------- |
| Уганда       | 5,700             | 500+ убито                        | 164+ ранено, 17 выбыло из строя по болезни                     |
| Кения        | 5,000             | 150+                              | 22 ранено                                                      |
| Бурунди      | 4,400             | 500+ убито, 4 пропали без вести   | 140+ ранено, 50+ выбыло из строя по болезни, 1 захвачен в плен |
| Сьерра-Леоне | 850               | нет                               | нет                                                            |
| Джибути      | 500               | нет                               | нет                                                            |
| Другие       | 273               | нет                               | нет                                                            |
| Всего        | 16,723            | 1150+ убито (51 пропал без вести) | 326+ ранено, 67+ выбыло из строя по болезни, 1 захвачен в плен |